# 陳子需
陳子需（1538年—？年），字以孚，號春浦，四川敘州府宜賓縣人，民籍。

## 生平
八月初三日生，行一，治《詩經》，由國子生中式隆庆元年（1567年）丁卯科四川鄉試第三十名舉人，年三十四歲中式隆慶五年辛未科會試第一百八十四名，第三甲第一百五十七名進士。刑部觀政，授扶风知县，丁憂歸。萬曆八年（1580年）复除長安知縣，卒于官。

## 家族
曾祖陳玘，封戶部主事 贈布政司右布政使；祖陳卿，兵部右侍郎兼都察院右僉都御史；父陳構，布政司經歷；母劉氏；前母李氏。具慶下，妻李氏，兄燁，弟子履；子臨；子頤；子萃；子升；子震；在朝；在廷。